# Severo Sarduy
Severo Sarduy (Camagüey, 25 de febrero de 1937-París, 8 de junio de 1993), fue un narrador, poeta, periodista, y crítico literario y de arte cubano. 

## Biografía
Estudió el bachillerato en La Habana en 1958. Con el triunfo de la revolución colaboró en Diario libre y Lunes de revolución, viajó a París en 1960 para realizar estudios de historia del arte y nunca regresó a su país. Estuvo vinculado al círculo de pensadores y escritores que hicieron la revista Tel Quel y trabajó como lector en Editions du Seuil, y como redactor en la Radiotelevisión francesa. Fue uno de los principales escritores cubanos del siglo xx, y cultivó la novela, la poesía y el ensayo. Su obra narrativa está vinculada al neobarroco latinoamericano, y le llevó a recibir el Premio Médicis Extranjero por Cobra (1972). Murió en París en 1993, víctima del sida. Sus restos están inhumados en el Cementerio de Thiais, ubicado en las afueras de la capital francesa.

## Obra
La obra de Sarduy se caracteriza por su carácter experimental y la incorporación de temas como la cultura cubana, la homosexualidad y el travestismo. Su estilo está relacionado con el de autores cubanos como José Lezama Lima y Cabrera Infante, pero también tiene puntos de contacto con el grupo Tel Quel de París.
En Gestos (1963) adopta una poética objetivista influida por el nouveau roman. En ella, el estilo es muy cuidadoso con el ritmo y deliberadamente reiterativo, en consonancia con la vida de sus protagonistas, condenados a vidas monótonas y despersonalizadas.
De dónde son los cantantes (1967) presenta una estructura tripartita (tres fábulas). En cada una de estas partes intervienen tres personajes que van desenrollando tres aspectos de la cultura cubana (lo africano, lo chino y lo español) hasta conseguir mostrar una visión de La Habana disgregada a nivel identitario. El texto también incluye un poema que funciona como epitafio y diez escenas dramáticas en verso. Severo Sarduy afirmó sobre esta obra que había intentado hacer un "collage hacia adentro". El estilo y tono de esta novela es fuertemente paródico y carnavalesco, y en ella abundan los neobarroquismos y la subversión permanente del lenguaje.
En Cobra (1972) el argumento sufre un constante proceso de disgregación en el cual los personajes, empezando por el mismo Cobra, el protagonista, transmutan continuamente, nunca acaban de definirse. Las conexiones metaficcionales entre el novelista, su obra y el propio lector son por momentos más interesantes a este último que la propia historia.
En Maitreya (1978), Colibrí (1983) y Cocuyo (1990) la experimentación metaficcional continuó siendo una máxima preocupación del autor. El carácter experimental de su obra, que la conecta a lo de autores cubanos como Guillermo Cabrera Infante y Alejo Carpentier, ha sido objeto de estudio por autores posteriores como Leonardo Padura y Fernando Velázquez Medina.
En 2023 amarillo editora publicó por primera vez una edición anotada de Cocuyo, novela que llevaba años descatalogada.

## Obras

### Novelas
- Gestos (1963)
- De dónde son los cantantes (1967)
- Cobra (1972). Ganadora del Premio Médicis.
- Maitreya (1978)
- Colibrí (1984)
- Cocuyo (1990)
- Pájaros de la playa (1993). Póstuma. Publicada un mes después de su muerte.

### Poemas
- Flamenco (1970)
- Mood Indigo (1971)
- Big Bang (1974)
- Daiquiri  (1980)
- Un testigo fugaz y disfrazado (1985)
- Un testigo perenne y dilatado (1993)
- Lucidez (Signos 1988)

### Ensayos
- Escrito sobre un cuerpo (1969)
- Barroco (1974)
- La simulación (1982)
- El cristo de la Rue Jacob(1987)
- Nueva inestabilidad (1987)
- Ensayos generales sobre el barroco (1987)

### Piezas radiofónicas
- La playa (1971)
- La caída (1971)
- Relato (1971)
- Los matadores de Hormigas (1971)
- Para la voz (1977)